# Bimota DB4
La DB4 est un modèle de motocyclette du constructeur italien Bimota.
La DB4 apparaît pour la première fois en 1999.
Elle est motorisée par un bicylindre en V ouvert à 90°, quatre temps de 904 cm3, issu de la Ducati 900 SS. Il développe 85 ch à 9 000 tr/min, pour un couple de 9,2 mkg à 7 000 tr/min.
Le cadre est un treillis tubulaire en aluminium. Les tubes adoptent un profil ovale.
La fourche télescopique de 43 mm de diamètre est signée Païoli, tandis que le monoamortisseur provient de chez Öhlins. L'ensemble est réglable en précharge, détente et compression.
Par rapport à la 900 SS, l'angle de chasse passe de 24 à 23,5°, synonyme de plus d'agilité et de vivacité dans les enchaînements.
Le freinage est assuré par  Brembo avec, à l'avant par deux disques de 320 mm de diamètre, pincés par des étriers à quatre pistons, et à l'arrière par un disque de 230 mm et un étrier double piston.
Les deux silencieux d'échappement en inox sont ramenés du côté droit.
Si le carénage est en fibre de verre, les garde-boue avant et arrière et le support de plaque minéralogique sont en fibre de carbone. Les jantes sont de chez Antera.
L'amortisseur de direction Zaccaria fait partie de la dotation de série. Il est réglable.

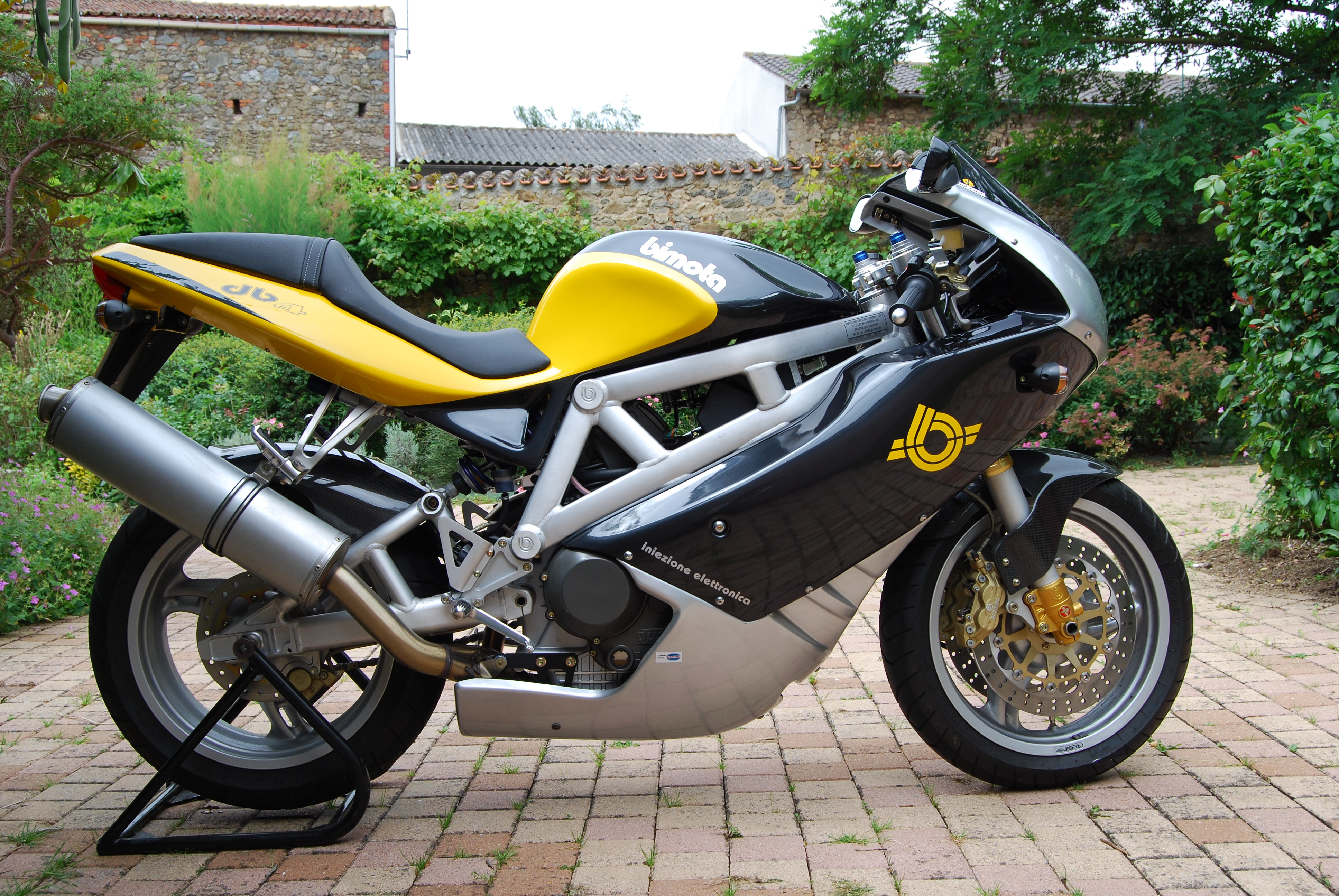
DB4 i.e. jaune

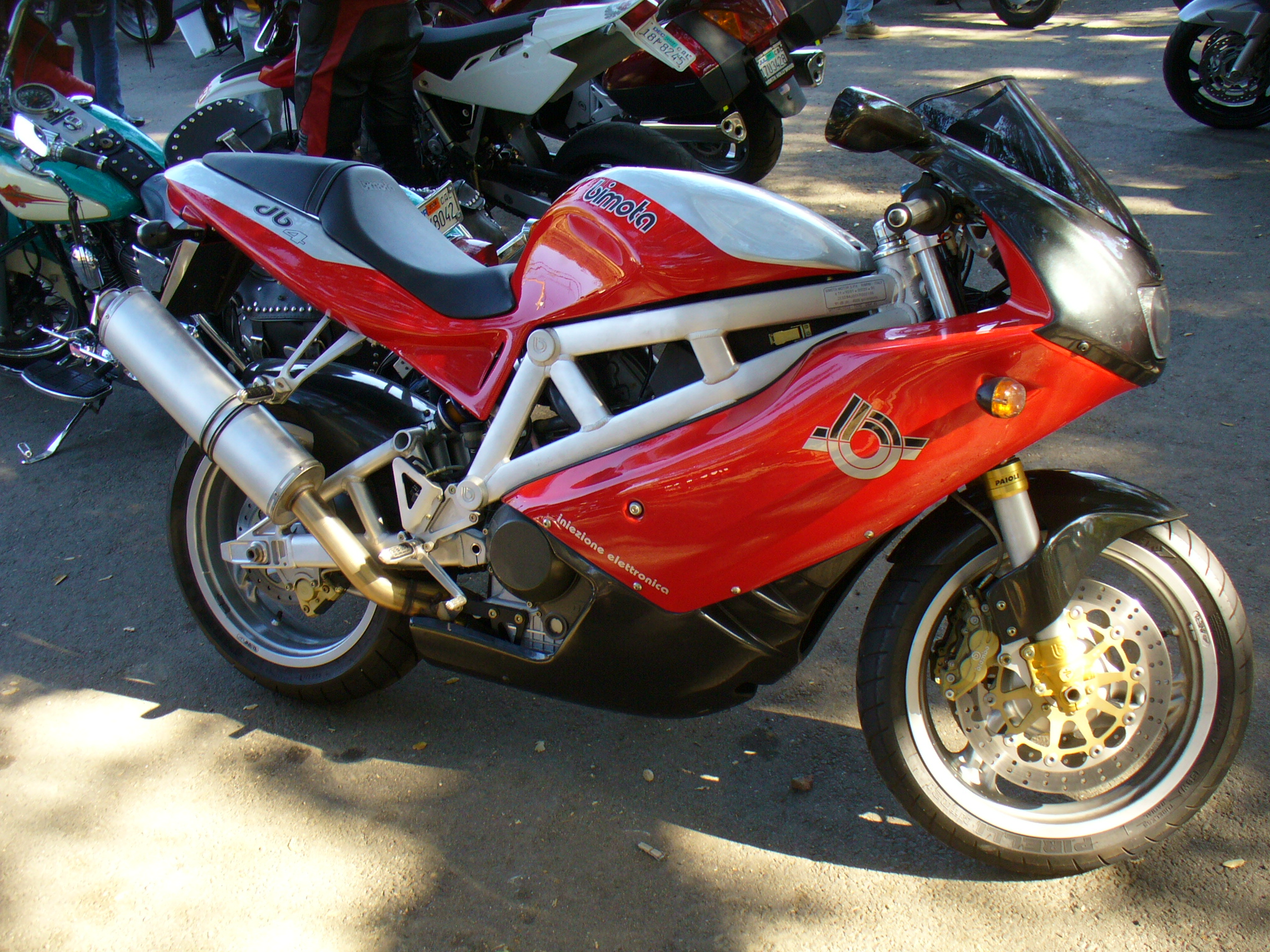
DB4 i.e. rouge

En 2000, la DB4 est renommée DB4 i.e.. Elle adopte une alimentation par injection électronique de conception maison.
Alors que la DB4 à carburateurs possédait une bande sur le réservoir destiné à protéger la peinture du frottement avec les genoux ou la veste du pilote, la DB4 i.e. en est dépourvue.
L'importateur japonais Motocorse, en collaboration avec Bimota, crée en 2000 la DB4C. Cette série limitée à 50 exemplaires voit la cylindrée du moteur passer à 944 cm3 par l'augmentation de deux millimètres de l'alésage. Elle utilise également un échappement en titane, des jantes en magnésium. Le cadre est recouvert d'une peinture dorée.
Un autre préparateur japonais, Redbro, propose une série de 3 DB4R, R pour Refine (sophistiqué), Reborn (refait) ou Racing (course). Toutes les trois sont équipées d'un silencieux d'échappement en titane, de rétroviseurs incluant les clignotants, de la sellerie en alcantara et d'une bulle fumée. La R1 est alimenté par des carburateurs Mikuni de 40 mm de diamètre. Les R2 et R3 sont équipées d'un boîtier d'injection Magneti Marelli. Les R1 et R2 utilisent un carénage intégral tandis que la R3 ne dispose que d'un carénage tête de fourche. Il en sortira 35 exemplaires, tous modèles confondus, vendus respectivement 1 790 000, 1 740 000 et 1 690 000 yens.
La DB4 était disponible recouverte d'une livrée blanche, rehaussée de triangles verts et rouges, avec un sabot moteur noir. La DB4 i.e. était noire avec des touches soit de rouge, soit de jaune. La sabot moteur était gris. Toutes les deux pouvaient être commandées avec un semi-carénage ou un carénage intégral, en mono ou biplace.

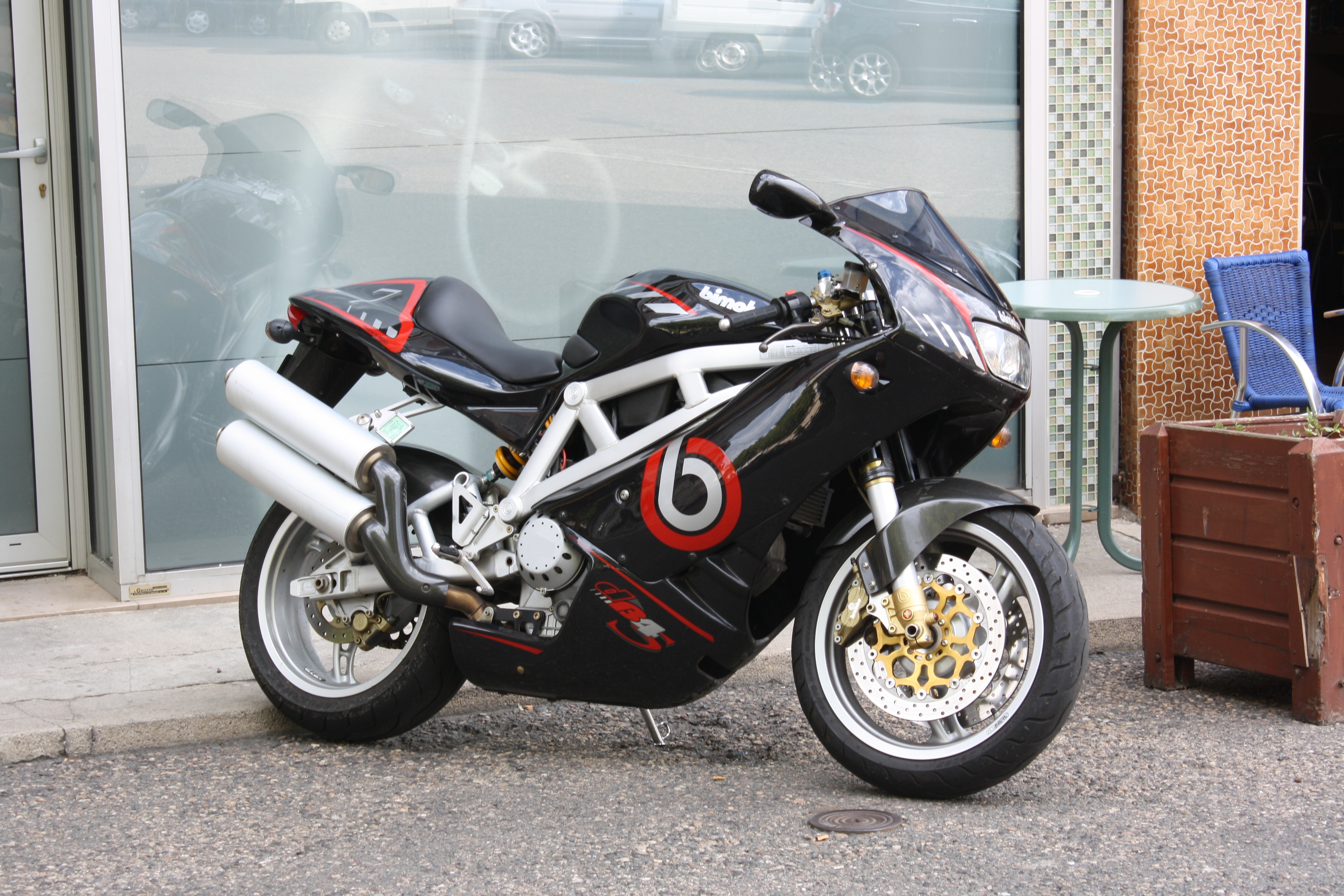
DB4S n°7

En 2000, l'importateur français fourni une série de 10 ou 12 DB4S alimentées par carburateurs.
Strictes monoplaces, elles proposaient un carénage intégral recouvert une peinture spéciale. Sur fond noir, elles reçoivent des liserés rouge de part et d'autre du phare, sur la coque de selle et au bas du carénage, ainsi que des bandes grises. La coque de selle est marquée d'un numéro de 1 à 12, elle porte les inscriptions DB4S et Powered by Ducati. Les flancs de carnage sont marqués DB4S et frappés du logo de Bimota.
Elle pouvait être équipée d'un silencieux d'échappement en carbone Termignoni.
La DB4 est sortie à 264 exemplaires, alors que la production de la DB4 i.e. est estimée à 130 unités.